# Diaphana haini
Diaphana haini is een slakkensoort uit de familie van de Diaphanidae. De wetenschappelijke naam van de soort is voor het eerst geldig gepubliceerd in 2002 door Linse & Schiøtte.